# Ablautus coachellus
Ablautus coachellus är en tvåvingeart som beskrevs av Wilcox 1966. Ablautus coachellus ingår i släktet Ablautus och familjen rovflugor. Inga underarter finns listade i Catalogue of Life.